# 蓋里山
46°34′26″N 7°41′31″E / 46.573808°N 7.691947°E

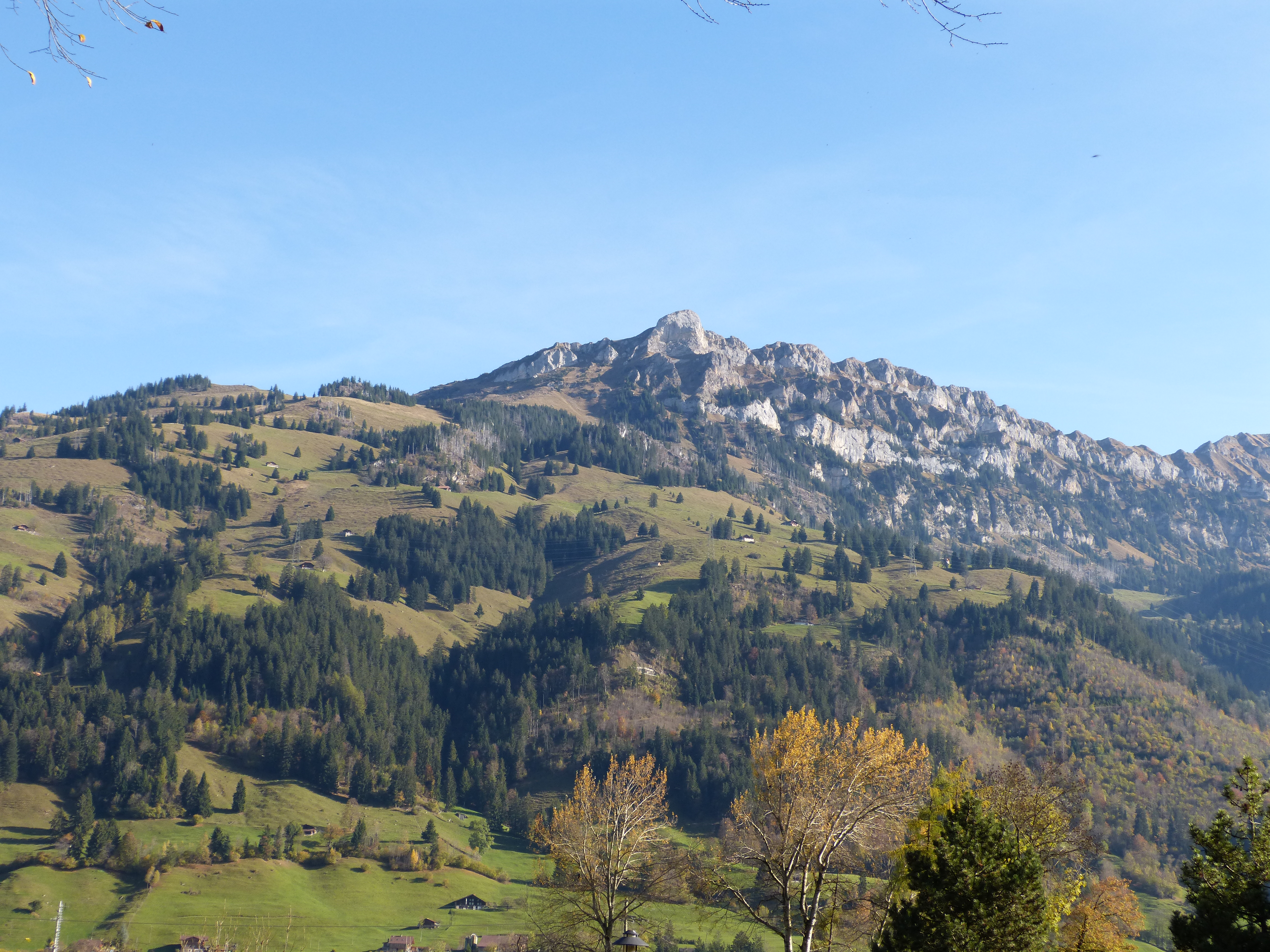

蓋里山（Gehrihorn），是瑞士的山峰，位於該國中部，由伯恩州負責管轄，屬於伯訥前阿爾卑斯山脈的一部分，海拔高度2,130米，每年平均降雨量1,703毫米。